# Pteroplatus bilineatus
Pteroplatus bilineatus là một loài bọ cánh cứng trong họ Cerambycidae.